# Olympische Jugend-Sommerspiele 2014/Teilnehmer (Argentinien)
| Gelbes Symbol für Goldmedaillen mit stilisierten Olympischen Ringen | Graues Symbol für Silbermedaillen mit stilisierten Olympischen Ringen | Braundes Symbol für Bronzemedaillen mit stilisierten Olympischen Ringen |
| ------------------------------------------------------------------- | --------------------------------------------------------------------- | ----------------------------------------------------------------------- |
| 1                                                                   | 2                                                                     | 4                                                                       |

Die Jugend-Olympiamannschaft aus Argentinien für die II. Olympischen Jugend-Sommerspiele vom 16. bis 28. August 2014 in Nanjing (Volksrepublik China) bestand aus 59 Athleten.

## Athleten nach Sportarten

### Basketball
Jungen
- Michel Divoy
- Rodrigo Gerhardt
- Juan Lugrin
- José Vildoza
3×3: Bronze

### Beachvolleyball
| Mädchen - Camila Hiruela - Irene Verasio Viertelfinale | Jungen - Santiago Aulisi - Leandro Aveiro Bronze |

### Bogenschießen
Jungen
- Francisco Rodríguez
Einzel: 9. Platz
Mixed: 17. Platz (mit Ivana Laharnar  Slowenien)

### Boxen
Jungen
- Kevin Espindola
Superschwergewicht: DNS

### Fechten
Jungen
- Pietro di Martino
Säbel Einzel: 10. Platz
Mixed: 8. Platz (im Team Amerika 1)

### Gewichtheben
Mädchen
- Sasha Nievas
Mittelgewicht: Bronze

### Golf
Mädchen
- Sofía Goicoechea
Einzel: 26. Platz
Mixed: 28. Platz (mit Marcos Cabarcos  Panama)

### Hockey
Mädchen
- Bronze
- Cristina Cosentino
- Bárbara Dichiara
- Julieta Jankunas
- Macarena Losada
- Paula Ortiz
- Micaela Retegui
- Delfina Thome
- Poy Toccalino
- Eugenia Trinchinetti

### Judo
| Mädchen - Ayelén Elizeche Klasse bis 52 kg: 7. Platz Mixed: Gold (im Team Rouge) | Jungen - Gustavo Basile Klasse bis 100 kg: 4. Platz Mixed: Bronze (im Team Douillet) |

### Leichtathletik
| Mädchen - Micaela Levaggi 1500 m: 13. Platz 8 × 100 m Mixed: 21. Platz | Jungen - Daniel Londero 100 m: 12. Platz 8 × 100 m Mixed: 38. Platz - Lucas Pereira Kugelstoßen: 8. Platz 8 × 100 m Mixed: 37. Platz |

### Moderner Fünfkampf
Mädchen
- Ailen Cisneros
Einzel: 22. Platz
Mixed: 19. Platz (mit Dovydas Vaivada  Litauen)

### Radsport
| Mädchen - Fiorella Bosch - Luisina Pesce Kombination: 19. Platz Mixed: 29. Platz | Jungen - Franco Mejías - Nicolás Torres Kombination: 7. Platz Mixed: 29. Platz |

### Reiten
- Martina Campi
Springen Einzel: Silber 
Springen Mannschaft: Silber  (im Team Südamerika)

### Ringen
Jungen
- Agustín Destribats
Griechisch-römisch bis 58 kg: 4. Platz

### Rudern
| Mädchen - Ilén Carballo Einer: 18. Platz | Jungen - Joel Rabel Einer: 12. Platz |

### Rugby
Jungen
- Silber
- José Barros
- Lautaro Bazán
- Vicente Boronat
- Enrique Camerlinckx
- Juan Camerlinckx
- Juan Conil
- Manuel de Sousa
- Bautista Delguy
- Indalecio Ledesma
- Hugo Miotti
- Mariano Romanini
- Isaac Sprenger

### Schießen
| Mädchen - Fernanda Russo Luftgewehr 10 m: 13. Platz Mixed: Silber (mit José Valdés Mexiko) | Jungen - Lucas Decicilia Luftgewehr 10 m: 18. Platz Mixed: 5. Platz (mit Julia Budde Deutschland) |

### Schwimmen
| Mädchen - Josefina Lorda 200 m Schmetterling: 20. Platz | Jungen - Guido Buscaglia 50 m Freistil: 19. Platz 100 m Freistil: 17. Platz 200 m Freistil: 20. Platz 50 m Schmetterling: 21. Platz - Santi Grassi 50 m Schmetterling: 10. Platz 100 m Schmetterling: 9. Platz 200 m Schmetterling: 20. Platz |

### Segeln
| Mädchen - Micaela Lauret Windsurfen: 19. Platz | Jungen - Francisco Saubidet Windsurfen: Gold |

### Taekwondo
Jungen
- Ezequiel Navarro
Klasse bis 48 kg: 5. Platz

### Tennis
Jungen
- Francisco Bahamonde
Einzel: Viertelfinale
Doppel: Viertelfinale
Mixed: Achtelfinale (mit Ioana Roșca  Rumänien)
- Matías Zukas
Einzel: 1. Runde
Doppel: Viertelfinale
Mixed: 4. Platz (mit Ioana Ducu  Rumänien)

### Tischtennis
Jungen
- Fermín Tenti
Einzel: 9. Platz
Mixed: 17. Platz (mit Gremlis Arvelo  Venezuela)

### Turnen
Mädchen
- Agustina Santamaría
Einzelmehrkampf: 28. Platz